# Richard Bancroft
Pour les articles homonymes, voir Bancroft.
Richard Bancroft, né en 1544 à Farnworth dans le Cheshire et mort le 2 novembre 1610 à Lambeth Palace, est un ecclésiastique anglais, et le soixante-quatorzième archevêque de Cantorbéry. Il est également le superviseur de la conception de la Bible du roi Jacques.